# 羅跡站
羅跡站（韓語：라적역）是朝鮮民主主義人民共和國咸鏡北道延社郡的一個鐵路車站，属于白茂线。

## 邻近车站
白茂线
榆谷站 - 羅跡站 - 新陽站